# Pertusaria pertusella
Pertusaria pertusella är en lavart som beskrevs av Müll. Arg. Pertusaria pertusella ingår i släktet Pertusaria och familjen Pertusariaceae.   Inga underarter finns listade i Catalogue of Life.